# Sozialinstitut Kommende Dortmund

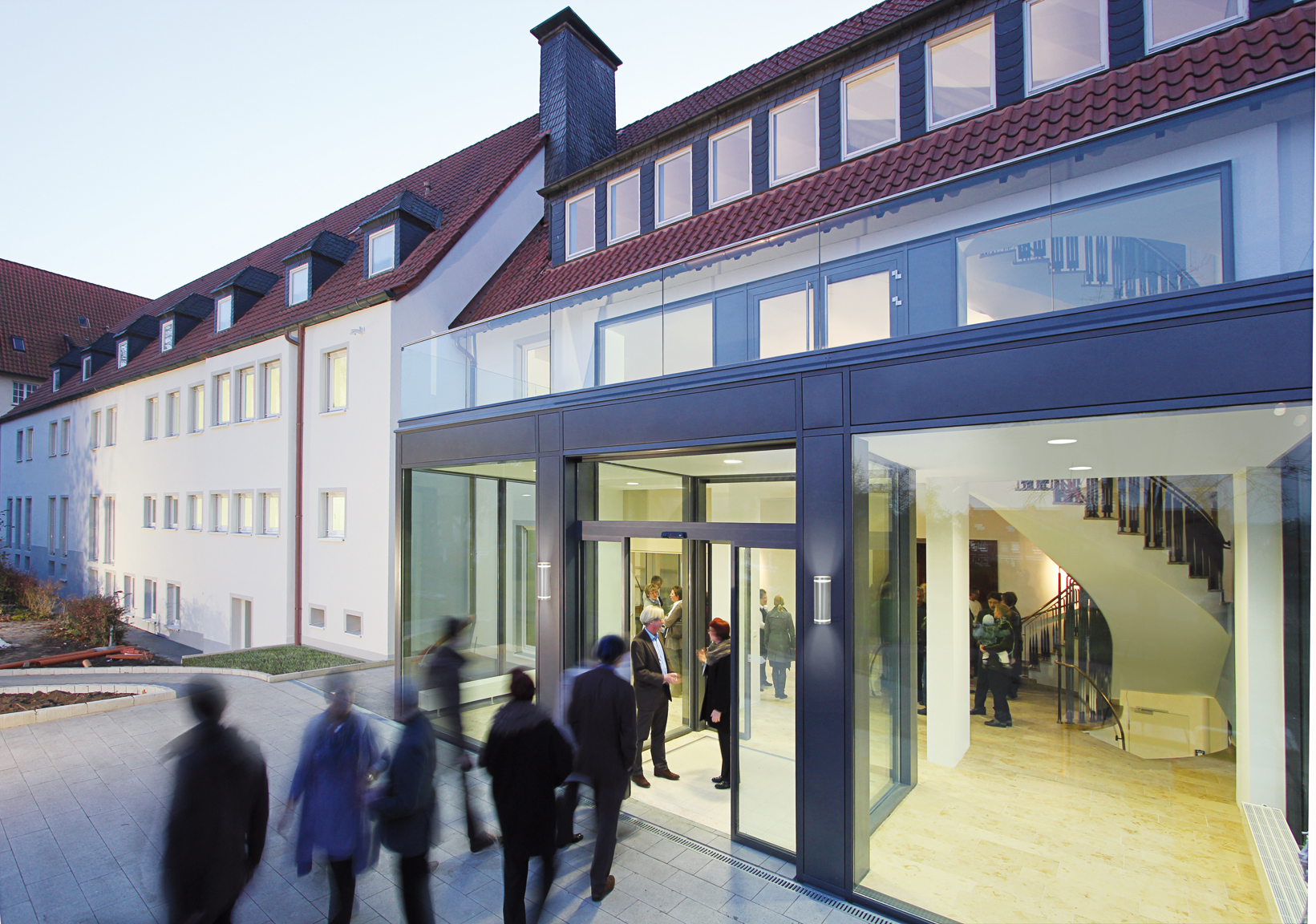
Eingang des Sozialinstituts Kommende Dortmund

Das Sozialinstitut Kommende Dortmund [von lat. commendare „anvertrauen, übergeben“] ist das Sozialinstitut und eine Bildungseinrichtung des Erzbistums Paderborn. Sie versteht sich selbst als „Schnittstelle zwischen Kirche und Welt“ um Gemeinsinn und Gerechtigkeit gemäß der Katholischen Soziallehre in allen Gesellschaftsbereichen zu fördern.
Das Institut besteht seit 1949 und ist in der Kommende Brackel in Dortmund untergebracht, einem ehemaligen Sitz des Deutschen Ritterordens.

## Zielsetzung und Aufgabenfelder
Das Sozialinstitut Kommende Dortmund unterteilt seine Arbeit in die sechs Fachbereiche Sozialethik, Arbeitswelt und Sozialpolitik, berufsbezogene Bildung, Wirtschaftsethik, Mitarbeitervertretung (MAV), kirchliche Dienstgeber und politische Bildung.

## Aktivitäten
Neben den Veranstaltungen im Rahmen der Fachbereiche, sind einige Aktivitäten unter dem Dach der Kommende besonders hervorzuheben:

### Forum Sozialethik
Das „Forum Sozialethik“ ist eine Initiative junger Sozialethikerinnen und Sozialethiker. Sie dient dem Austausch von Nachwuchswissenschaftlern sowie fortgeschrittenen Studierenden des Faches Sozialethik im deutschsprachigen Raum. Seit 1990 diskutieren die Teilnehmer jährlich drei Tage lang unter thematischen Schwerpunktsetzungen den aktuellen Stand ihrer Forschung. Die Beiträge erscheinen zusammen mit weiteren Forschungsergebnissen, Dissertationen und Habilitationen in der Reihe „Forum Sozialethik“ im Aschendorff Verlag, Münster.

### Sozialwissenschaftlicher Arbeitskreis
Der Sozialwissenschaftliche Arbeitskreis ist ein beratendes Organ in Fragen der Wirtschafts- und Sozialpolitik für den Erzbischof des Erzbistums Paderborn. Außerdem fördert es den Dialog der Katholischen Soziallehre mit benachbarten Fachwissenschaften. Ihm gehören renommierte Wissenschaftler unterschiedlicher Disziplinen an, die vom Erzbischof alle sechs Jahre berufen werden. Den Arbeitskreis gründete 1984 der damalige Rektor des Sozialinstituts Kommende Dortmund, Kardinal Reinhard Marx.

### Unternehmerpreis der Kommende
Seit 2008 vergibt das Sozialinstitut Kommende Dortmund alle zwei Jahre zusammen mit der Bank für Kirche und Caritas e.G. Paderborn den Unternehmerpreis „erfolgreich nachhaltig“. Er zeichnet Unternehmen aus, die in innovativer Weise unternehmerisches Handeln mit ethischer Verantwortung verbinden. Durch die öffentliche Würdigung soll die Leistung hervorgehoben werden und weiteren Unternehmen Anregung gegeben werden.
2018 setzte sich unter den Bewerbern die Green IT Das Systemhaus GmbH aus Dortmund durch. Der Betrieb verfolgt einen Aufbau möglichst emissionsfreier IT Strukturen in Unternehmen. So würden Stromverbrauch und CO2-Emissionen bei den Kunden um mehr als 30 % gesenkt.
2016 wurde der Unternehmerpreis an das Textilunternehmen Mass Natur GmbH verliehen. Ausschlaggebend für die Auszeichnung dieses Unternehmens sei das vergleichsweise hohe Verantwortungsbewusstsein für die Produktion und Zulieferer im Textilhandel. Dabei würde auch auf die Rohstoffgewinnung, Verarbeitung der Rohstoffe und Konfektionierung geblickt.
2014 erhielt die Bäckerei Kanne aus Lünen nach Aussagen der Auszeichner aufgrund ihres zukunftsweisenden Energiekonzeptes in einer energieintensiven Bäckerbranche den Unternehmerpreis. Zudem seien ein verantwortungsvoller Umgang mit Lebensmitteln, die nicht konsumiert werden, und Überproduktion, Investitionen in den Umweltschutz und regionaler Einkauf von Zulieferern eine weitere Motivation für die Preisvergabe an das Unternehmen gewesen.
2012 wurde die Hering Unternehmensgruppe in Burbach (Siegerland) ausgezeichnet für ihr umfassendes betriebliches Gesundheitsmanagement, das Lebensarbeitszeitmodell „Hering-ZeitWertKonto“, sowie ihre Gewinnbeteiligungsmodelle für Mitarbeiter und die effektiven Umweltschutzmaßnahmen.
2010 gewann die SuperBioMarkt AG in Münster die Ausschreibung. Ausschlaggebend waren die Maßnahmen zur Stärkung der regionalen und ökologischen Landwirtschaft und der saisonalen Vermarktung sowie gezielte Auswahl von Zulieferern, die Menschen mit Behinderung beschäftigen, und das Engagement in Schulen und Kindergärten für ausgewogene Ernährung.
2008 war der erste Preisträger des Unternehmerpreises die Firma OFTECH Oberflächentechnik GmbH mit Sitz in Troisdorf-Spich. Sie fördert umfassend und gezielt Jugendliche mit schlechten schulischen Leistungen durch Jahrespraktika und ein Werksschulenprogramm.

### Sozialakademie
Die fünfwöchige Sozialakademie „Europa eine Seele geben“ ist eine Veranstaltung für osteuropäische Seminaristen, Priesteramtskandidaten. In diesem Ausbildungskurs werden die zukünftigen Priester vor dem Hintergrund des europäischen Einigungsprozesses in die Katholische Soziallehre eingeführt. Das Seminar befähigt die Teilnehmer aktiv, das politisch-soziale und karitative Engagement ihrer Ortskirche, die Modernisierung ihrer Länder sowie den europäischen Einigungsprozess mitzugestalten.
Gleichzeitig dient die Sozialakademie der internationalen Begegnung und länderübergreifenden Vernetzung. Länderübergreifende Reflexionsgruppen dienen der Ergebnissicherung und dem Transfer in die Situation der Heimatländer.
Gefördert wird die Sozialakademie vom Dikasterium für die ganzheitliche Entwicklung des Menschen und dem katholischen Hilfswerk Renovabis.
Anfang August 2012 veranstaltete das Sozialinstitut Kommende Dortmund einen Alumnikongress in Ariccia, einer italienischen Gemeinde in der Provinz Rom. Anwesend waren rund 80 Seminaristen, Diakonie und Priester aus insgesamt 16 Ländern in Mittel- und Osteuropa. Im Exerzitienhaus Casa Divin Maestro wurde über die kirchliche Soziallehre im Angesicht der jüngsten Entwicklungen in Europa diskutiert. Der darauf folgende Alumnikongress in Zakopane gilt als Initialzündung für die jugendsoziale Bewegung „socioMovens. Giving Europe a Soul“. 2018 fand der dritte Alumnikongress der Sozialakademie in Brüssel unter dem Titel „Kirche in Europa – Kultur. Identität. Solidarität.“ statt. Hier standen die Rolle und die Verantwortung der Kirche für die Einheit Europas im Mittelpunkt.

## Publikationen
Das Sozialinstitut Kommende Dortmund gibt die internationale Zeitschrift „AmosInternational“ heraus und ist Mitherausgeberin der Reihen „Management und Humanität im Gesundheitswesen“ sowie „Studien zur christlichen Gesellschaftsethik“, beide erschienen im Lit Verlag.

### AmosInternational
Die Zeitschrift „AmosInternational“ behandelt sozialethische Themen. Sie erscheint vierteljährlich im Aschendorff Verlag und widmet sich in jedem Heft einem aktuellen Themenschwerpunkt. Zum einen schafft AmosInternational damit Wissenschaftlern und Erwachsenenbildnern ein Forum für sozialethische Information, Reflexion und Dialog. Zum anderen liefert die Zeitung den Akteuren in Politik und Gesellschaft ein Repertoire an wissenschaftlich begründeten und theologisch verantworteten Werten und Überzeugungen.
Herausgeber sind die Arbeitsgemeinschaft der deutschsprachigen Sozialethiker, die Katholische Sozialwissenschaftliche Zentralstelle und das Sozialinstitut Kommende Dortmund.

## Amos-Business-Conference
Die Amos-Business-Conference ist eine Konferenz von Führungskräften und Entscheidungsträgern aus Bereichen wie Wirtschaft, Politik, Medien und Bildung. Zweck der Zusammenkunft sind interdisziplinäre Gespräche zu ethischen Fragestellungen.

## beneVolens Stiftung
„beneVolens“ ist eine rechtsfähige kirchliche Stiftung der Kommende Dortmund. Sie unterstützt sozial benachteiligte Jugendliche und fördert deren Entwicklung und soziale Integration. Die Stiftung gründete der „Verein der Freunde und Förderer der Kommende e. V.“ zu seinem 60-jährigen Bestehen. Konkrete Projekte sind die Sozialakademie, Suchtprävention (Fazenda da Esperança), Soziale Seminare zur Katholischen Soziallehre für deutsche und osteuropäische Schüler, Gewaltprävention (Gen Rosso), das Entrepreneurship-Seminar, Wirtschaftsethik an Schulen, ein deutsch-polnischer Schüleraustausch und Langzeitpraktika.

## socioMovens
Das 2014 gegründete jugend-soziale Netzwerk socioMovens gibt Schülerinnen und Schülern aus Mittel- und Osteuropa die Möglichkeit zu erfahren, was sie zu einer gerechteren, friedlicheren und solidarischeren Welt beitragen können. In von angehenden Priestern organisierten Projektwochen setzen sich die Jugendlichen mit einer ausgewählten sozialen oder ökologischen Herausforderung ihres Landes auseinander. Sie schildern die Lage ihres persönlichen Umfelds und anschließend wird die Thematik lösungsorientiert vertieft. Die Förderung der aktiven Teilnahme der Jugendlichen steht hierbei im Vordergrund. Um einen Bezug zu ihrer eigenen Lebenswirklichkeit zu schaffen, werden sie durch erlebnispädagogische Übungen für die Situation der Betroffenen sensibilisiert. Unter dem Motto „Giving Europe a soul“ werden Schwerpunktthemen wie die „Vernachlässigung von Kindern“, die „Stärkung des Sozialen Bewusstseins“ und die „Armut meiner Stadt“ behandelt.
2017 wurden vier nationale Jugendtreffen in Ungarn, Rumänien, Polen und der Slowakei organisiert, um die Teilnehmer/-innen der Projektwochen in ihren Ländern miteinander zu verbinden. Mit den zwei internationalen Jugendtreffen in Berlin 2015 (Cross Cultural Youth Meeting „weltbewegend“) und in Budapest 2018 (Compact for Europe) stand die internationale Vernetzung der Jugendlichen und jungen Erwachsenen wie auch der Leiter der Projektwochen im Zentrum. An beiden Großveranstaltungen nahmen jeweils 120 bis 150 Jugendliche und junge Erwachsene aus sechs mittel- und osteuropäischen Ländern teil.

## Kommende-Campus
Durch die Renovierung im Jahre 2011 und elfmonatigen Umbauarbeiten der Kommende Dortmund bis zum Februar 2018 ist Platz für drei weitere Institutionen in der Kommende Dortmund geschaffen worden. So sind das Institut für Religionspädagogik und Medienarbeit (IRUM), das Katholische Datenschutzzentrum (KDSZ) und das Institut für Christliche Gesellschaftslehre nun in der Kommende Dortmund untergebracht.
Der Standort des Institut für Religionspädagogik und Medienarbeit (IRUM) in der Kommende dient der Förderung der religionspädagogisch-katechetischen und der medienpädagogischen Arbeit im Erzbistum Paderborn. Das IRUM ging 2008 aus der Fusion des Medienzentrums und dem Institut für Religionsunterricht und Katechese (IRUK) hervor und befindet sich seit Oktober 2011 in der Kommende. Eine weitere Bibliothek des IRUM ist in Paderborn, angesiedelt. Mit seinem Bestand von über 35.000 Medien richtet sich die Zweigstelle in der Kommende in erster Linie an Religionspädagogen und Katecheten für den Einsatz in Schule und Gemeinde.
Mit der Unterbringung des Katholischen Datenschutzzentrums haben die (Erz-)Bistümer Aachen, Essen, Köln, Münster und Paderborn ihre eigenen Bereiche des Datenschutzes zusammengelegt. Sie hat ihre Büros im Dachgeschoss des Neubaus der Kommende Dortmund. Das ansässige Katholische Datenschutzzentrum stellt eine selbstständige Körperschaft des öffentlichen Rechtes dar. Sie soll als Beratungsstelle Hilfestellungen in Fragen der Gesetze über den Kirchlichen Datenschutz zur Verfügung stehen. Nach Angaben des Leiters Steffen Pau sei die datenschutzrechtliche Aufsicht sämtlicher Einrichtungen katholischer Rechtsträger wie z. B. Kindertagesstätten, Kirchengemeinden, Krankenhäusern oder Gemeindeverbände Hauptaufgabe des KDSZ.
Im Altbau der Kommende Dortmund ist seit Mai 2018 das Institut für christliche Unternehmenskultur ansässig. Eine Aufgabe des Instituts ist die Herausarbeitung und Identitätsschärfung des christlichen Profils kirchlicher Einrichtungen und Dienste. Eine Aufgabe des Instituts ist die Herausarbeitung und Identitätsschärfung des christlichen Profils kirchlicher Einrichtungen und Dienste. Ein Instrument ist die German-CIM (= Catholic Identity Matrix) – eine systematische Erhebung des vorhandenen, christlichen Werteprofils einer kirchlichen Einrichtung. Durch den angestrebten, partizipativen Ansatz der Methode, die Mitarbeiterinnen und Mitarbeiter in den Bewertungs- und Entwicklungsprozess einbinden möchte, sollen Maßnahmen zur Stärkung des christlichen Werteprofils mit größerer Zustimmung in der Belegschaft umgesetzt werden können.

## Geschichte
Das Sozialinstitut befindet sich in der Kommende Brackel (heute St. Klemens Kommende Dortmund). Die ehemalige Niederlassung des Deutschen Ritterordens in Dortmund fiel 1946 durch eine Schenkung an das Erzbistum Paderborn.
Am 9. Oktober 1949 weihte der Erzbischof von Paderborn, Lorenz Jaeger, das „Institut für Katholische Sozialarbeit“ ein. Erst später wurde es umbenannt in „Sozialinstitut des Erzbistums Paderborn“. Als „Begegnungsstätte zwischen Kirche und Welt“ waren die Hauptaufgaben in den Nachkriegsjahren, die Auseinandersetzung mit der Berufs- und Arbeitswelt im Rahmen der „Gemeinsamen Sozialarbeit der Konfessionen“ (GSA) und langfristige politische Bildung im Geist der Katholischen Soziallehre. Seitdem wurde die inhaltliche Arbeit beständig ausgeweitet und ausdifferenziert. Heute gehört das Sozialinstitut Kommende Dortmund zu den renommiertesten katholisch-sozialen Instituten im deutschsprachigen Raum.
Im Jahre 2011 wurde die Kommende Dortmund renoviert und bietet nun acht Tagungsräume mit bis zu 120 Plätzen an.

### Direktoren
- 1949–1951: Wilhelm Hameyer
- 1952–1955: Franz Peitz
- 1956–1960: Christian Leonard
- 1960–1961: Augustin Born
- 1961–1979: Msgr. Helmut Josef Patt
- 1979–1989: Franz Josef Volmert
- 1989–1996: Msgr. Reinhard Marx, jetzt Kardinal von München und Freising
- 1997–2005: Msgr. Peter Schallenberg
- Seit 2006: Prälat Peter Klasvogt (Stand 2018)[25]